# Maho Film
Maho Film Co., Ltd., (яп. 株式会社Maho Film, Kabushiki-gaisha Maho Film) — японська анімаційна студія, заснована 29 травня 2018 року в районі Суґінамі.

## Заснування
Анімаційна студія, розташована в Суґінамі, була незалежно заснована після того, як нинішній генеральний директор Джунджі Мурата покинув Ashi Productions у 2018 році. 
Назва студії «Maho» буквально означає «Чари». Вона символізує бажання студії створювати «чарівний контент, що дарує мрії».

## Праця
| Назва                                                 | Режисер(и)    | Початок випуску | Кінець випуску  | Еп  | Нотатки                                         | Прм    |
| ----------------------------------------------------- | ------------- | --------------- | --------------- | --- | ----------------------------------------------- | ------ |
| If It's for My Daughter, I'd Even Defeat a Demon Lord | Юджі Янасе    | 4 липня 2019    | 19 вересня 2019 | 12  | За мотивами ранобе, написаного Chirolu.         | [ 2 ]  |
| I'm Standing on a Million Lives                       | Куміко Хабара | 2 жовтня 2020   | 18 грудня 2020  | 12  | За мотивами манґи, написаної Наокі Ямакава.     | [ 3 ]  |
| By the Grace of the Gods                              | Юджі Янасе    | 4 жовтня 2020   | 20 грудня 2020  | 12  | За мотивами ранобе, написаного Roy.             | [ 4 ]  |
| I'm Standing on a Million Lives Season 2              | Куміко Хабара | 10 липня 2021   | 25 вересня 2021 | 12  | Продовження I'm Standing on a Million Lives.    | [ 5 ]  |
| In the Land of Leadale                                | Юджі Янасе    | 5 січня 2022    | 23 березня 2022 | 12  | За мотивами ранобе, написаного Ceez.            | [ 6 ]  |
| Я стала лиходійкою, тому приборкаю фінального боса    | Куміко Хабара | 1 жовтня 2022   | 17 грудня 2022  | 12  | За мотивами ранобе, написаного Сарасою Нагасе.  | [ 7 ]  |
| By the Grace of the Gods Season 2                     | Юджі Янасе    | 9 січня 2023    | 27 березня 2023 | 12  | Продовження By the Grace of the Gods.           | [ 8 ]  |
| My Unique Skill Makes Me OP Even at Level 1           | Юджі Янасе    | 8 липня 2023    | 23 вересня 2023 | 12  | За мотивами ранобе, написаного Назуною Мікі.    | [ 9 ]  |
| A Playthrough of a Certain Dude's VRMMO Life          | Юічі Наказава | 3 жовтня 2023   | 19 грудня 2023  | 12  | За мотивами ранобе, написаного Шийною Ховахова. | [ 10 ] |
| Doctor Elise: The Royal Lady with the Lamp            | Куміко Хабара | 10 січня 2024   | 27 березня 2024 | 12  | За мотивами манхви, написаної Yuin.             | [ 11 ] |
| I'll Become a Villainess Who Goes Down in History     | Юджі Янасе    | 1 жовтня 2024   | TBA             | TBA | За мотивами ранобе, написаного Ізумі Окідо.     | [ 12 ] |
| Blue Miburo                                           | Куміко Хабара | 19 жовтня 2024  | TBA             | TBA | За мотивами манґи, написаної Цуйоші Ясуда.      | [ 13 ] |